# السياحة في وادي النطرون
السياحة في وادي النطرون
ويتركز في وادى النطرون كثير من الاثار القبطية حيث بدأت الرهبنة في قلالى صغيرة محفورة في التلال ثم فرضت الظروف الطبيعية على النساك اقامة مجمعات متقاربة ومن هنا بدأت فكرة التجمع داخل اديرة لتوفير الحماية من غارات البرابرة كما انشئت الحصون الداخلية في كل دير وهي مازالت قائمة حتى الآن وقد لجأ اليها عدد كبير من المسيحيين هربا من مظالم الرومان وبعد الفتح الاسلامى لمصر جاء رهبان وادى النطرون إلى القائد العربى عمرو بن العاص فأمنهم على حياتهم وحرية عباداتهم واخذ على عاتقه امدادهم بما يحتاجون اليه.

## دير الأنبا مقار الكبير
وينسب هذا الدير إلى القديس مقاريوس الكبير وهو من أغنى الأديرة بما يحويه من مخطوطات وأثار ويضم الدير 7 كنائس اربع منها في الحصن القديم الذي يعتبر أكبر حصون الاديرة المصرية واعظمها شأنا.

## دير الأنبا بشوي
وينسب هذا الدير إلى الانبا بيشوى الذي كان تلميذا للقديس أبو مقار ويعتبر هذا الدير من أكبر الاديرة الموجودة بالمنطقة واجملها تخطيطا اذ تبلغ مساحته نحو فدانين وبوابته من احسن البوابات في المنطقة ومنها يصل الزائر إلى الحصن مباشرة وكنيسة الدير من اوسع كنائس الوادى وقد تم ترميم هذا الدير عدة مرات اذ يرجع تاريخه إلى القرن الرابع الميلادى.

## دير السريان
وهو اصغر الأديرة وان كان أكثرها شهرة بين رجال الدين والأدب وترجع تسميته بهذا الاسم إلى أن جماعة من الرهبان السريان كانوا قد استوطنوه عام 984 ميلادية وترجع بداية هذا الدير إلى القرن الرابع الميلادي وهو يحوى كنيسة العذراء التي أقيمت في القرن التاسع الميلادي وتحتوى كنائس الدير على رسوم رائعة الألوان تختص بتاريخ حياة السيدة العذراء.

## دير البراموس
يقع في الطرف الشمالي الغربي لوادي النطرون وتبلغ مساحته حوالي فدانين ومعنى كلمة البراموس (الذي للروم) وهي كلمة يونانية نسبة إلى الأخوين مكسيموس ودوماديوس ابني ملك الروم اللذين ترهبنا في الدير. ويمثل القسم القديم الحصن و4 كنائس بالإضافة إلى بعض المخازن.
ومكتبة هذا الدير ثمينة جدا وبها آلاف الكتب ما بين مخطوط ومطبوع وبعدة لغات من بينها العربية والقبطية واليونانية والحبشية والعبرية والإنجليزية والفرنسية والتركية. ويحتفظ هذا الدير برفات اثنين من مشاهير الرهبان الأوائل هما الأنبا موسى الأسود والقس ايسيذوروس.
بجانب السياحة الدينية تحتوى منطقة وادي النطرون أيضا على سياحة علاجية تتمثل في:

## بحيرة نبع الحمرا
تحتضن الصحراء القاحلة بحيرة من المياه شديدة الملوحة وفي منتصف هذه البحيرة تنفجر عين يتدفق منها ينبوع من أحلى المياه طعما وأكثرها صحة وذات قدرة خارقة في شفاء الأمراض الجلدية. ونتيجة لانسياب هذه المياه الحلوة على تلك البقعة الشديدة الملوحة تتكون لوحة متدرجة الألوان زاهية الشكل رائعة التكوين معلنة عن قدرة الخالق. هذا المشهد يقع في منتصف الطريق الصحراوي الرابط ما بين مدينتي الإسكندرية والقاهرة في منطقة وادي النطرون أطلق عليها أهلها نبع الحمرا أو بئر أيوب.

## معرض الصور

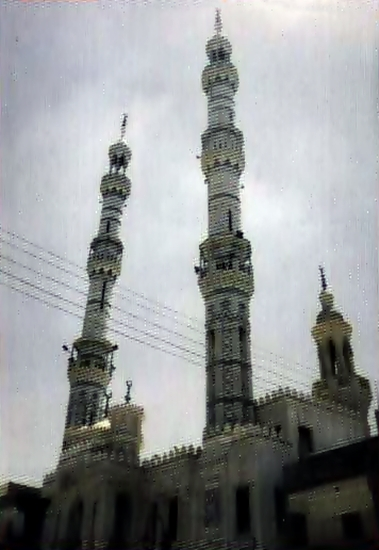
مسجد النور أكبر مساجد وادي النطرون.
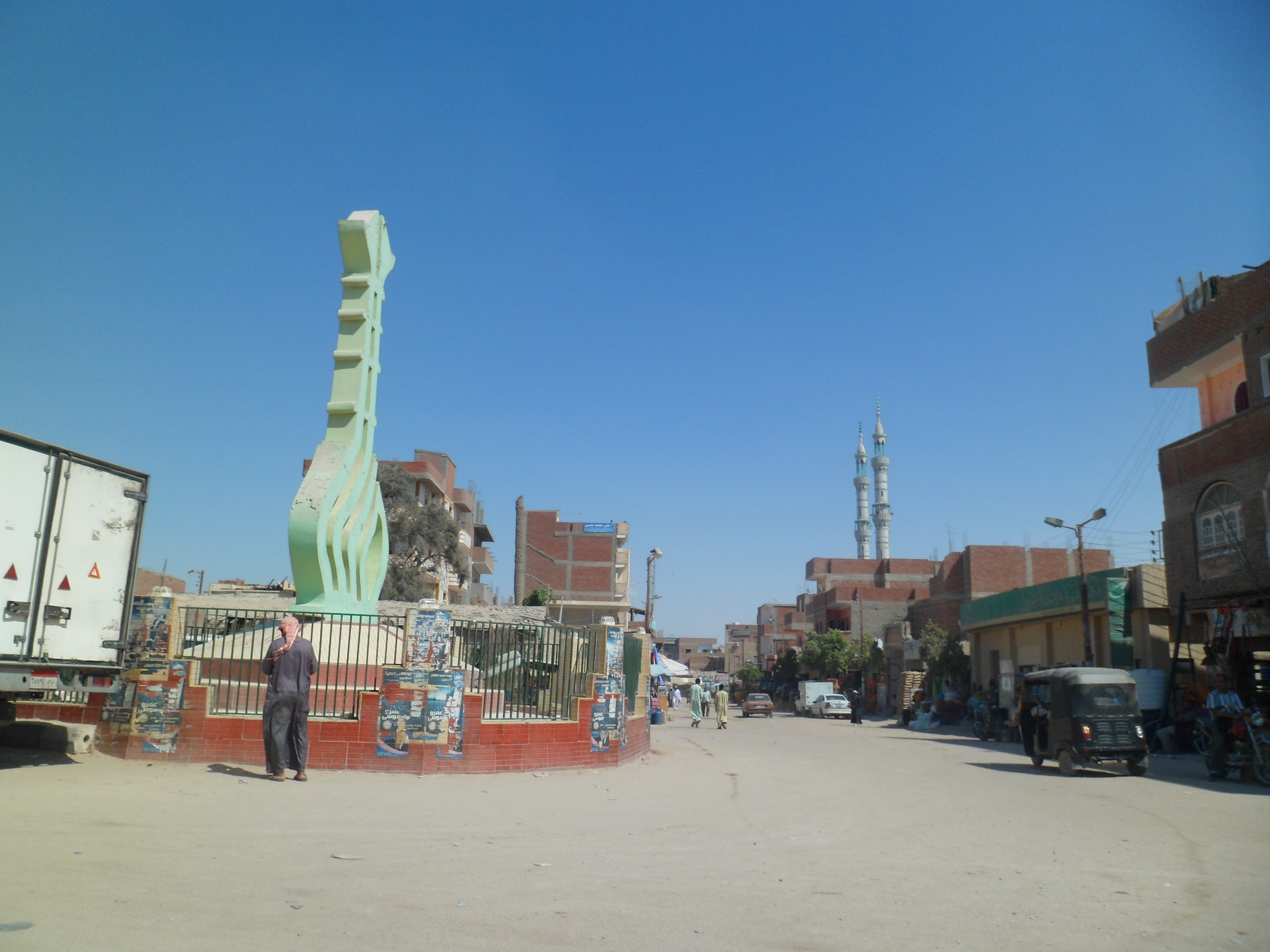
ميدان لفظ الجلالة.
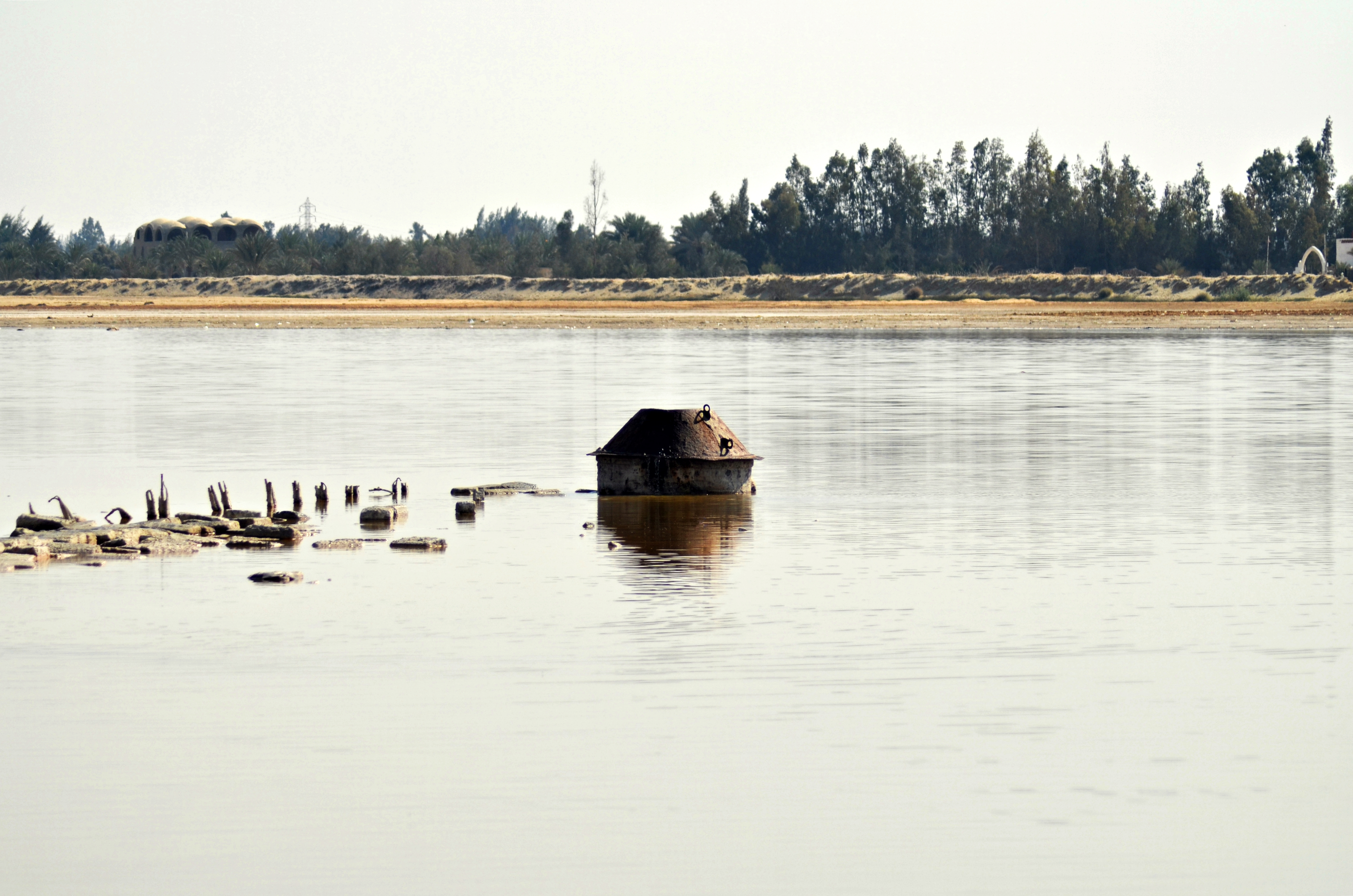
بحيرة نبع الحمراء.
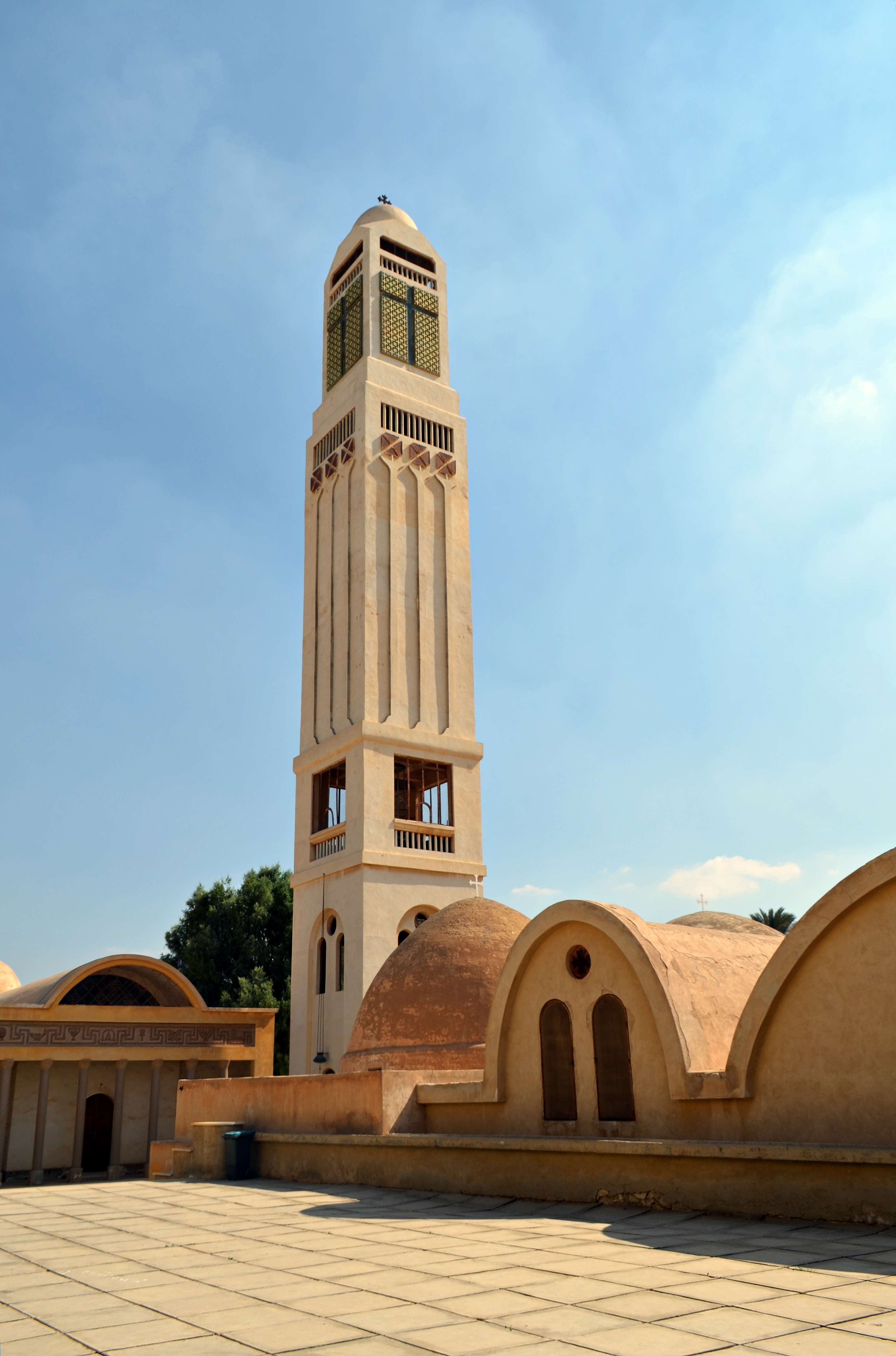
دير الأنبا مقار.
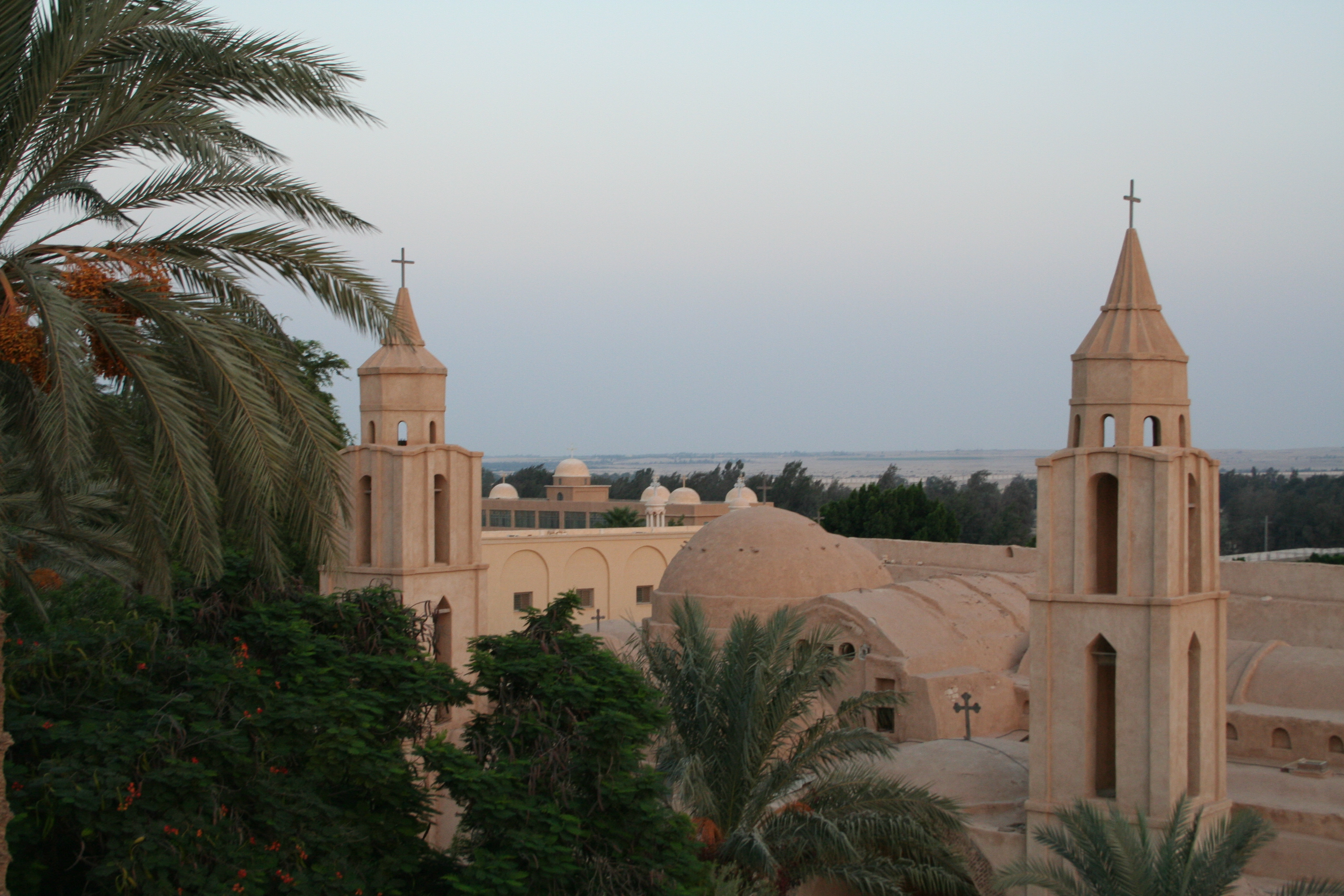
دير الأنبا بيشوي.
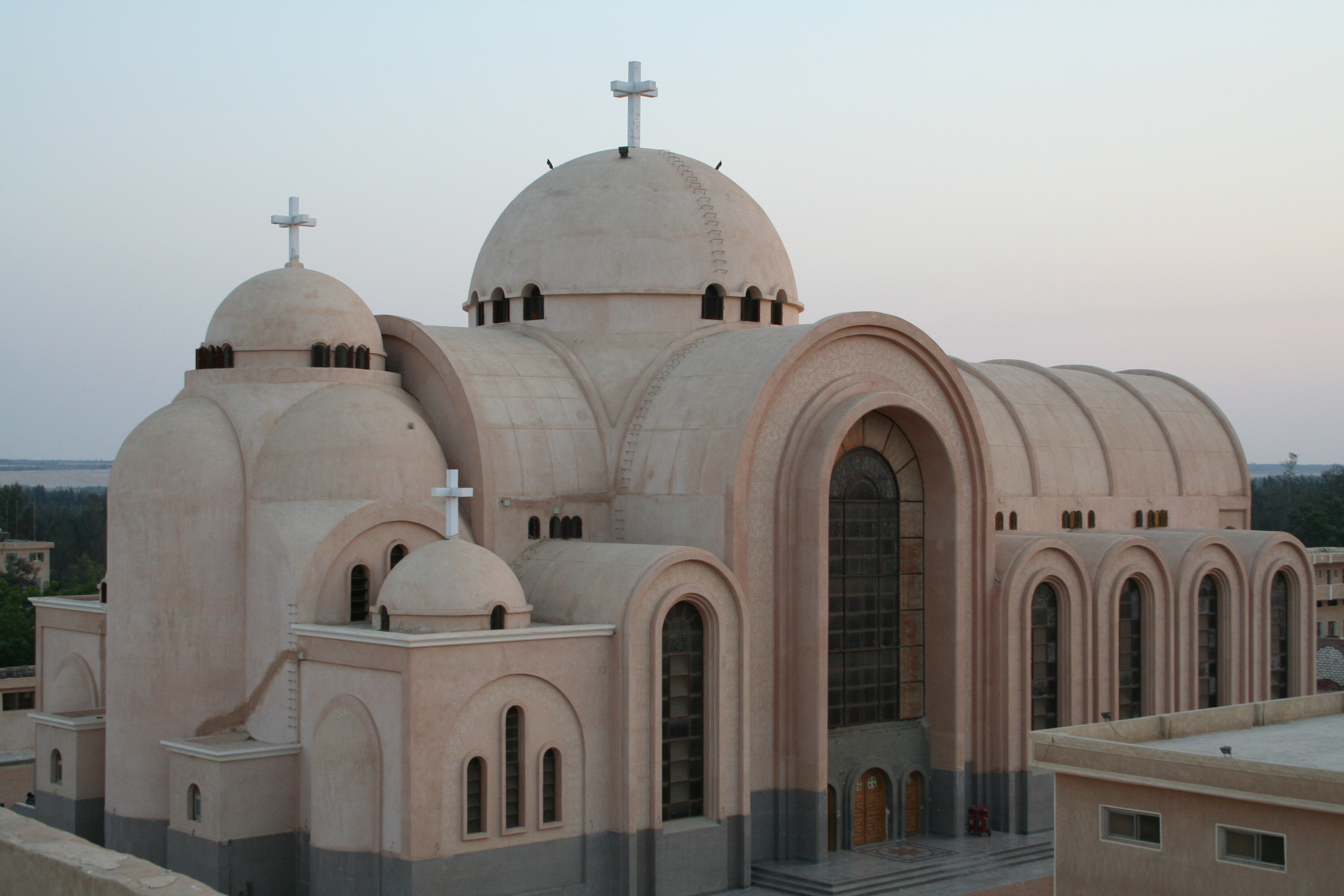
كاتدرائية الأنبا بيشوي.
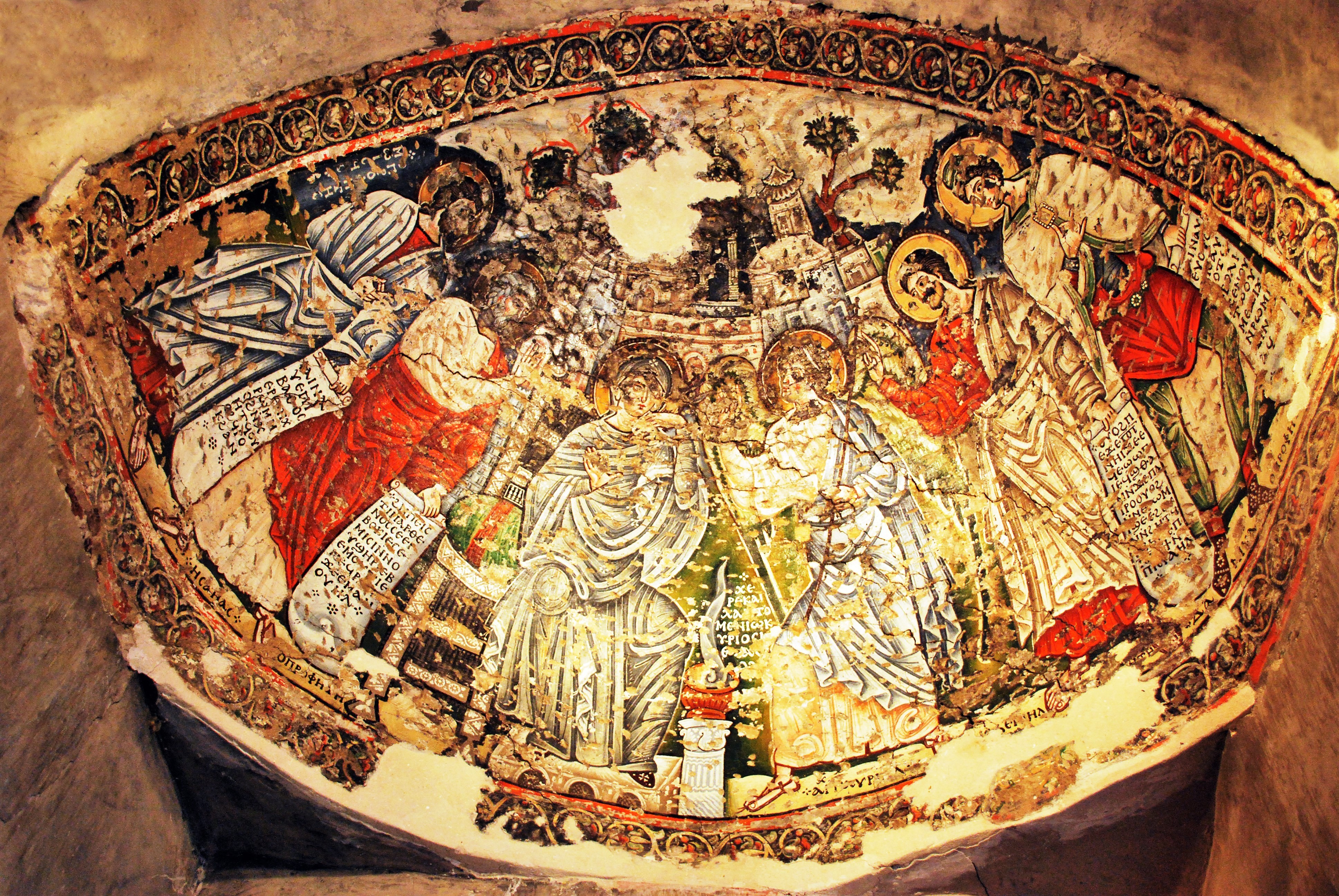
فريسك يصور العذراء مريم وبعض الأنبياء مع الملاك جبريل في بدير السريان.
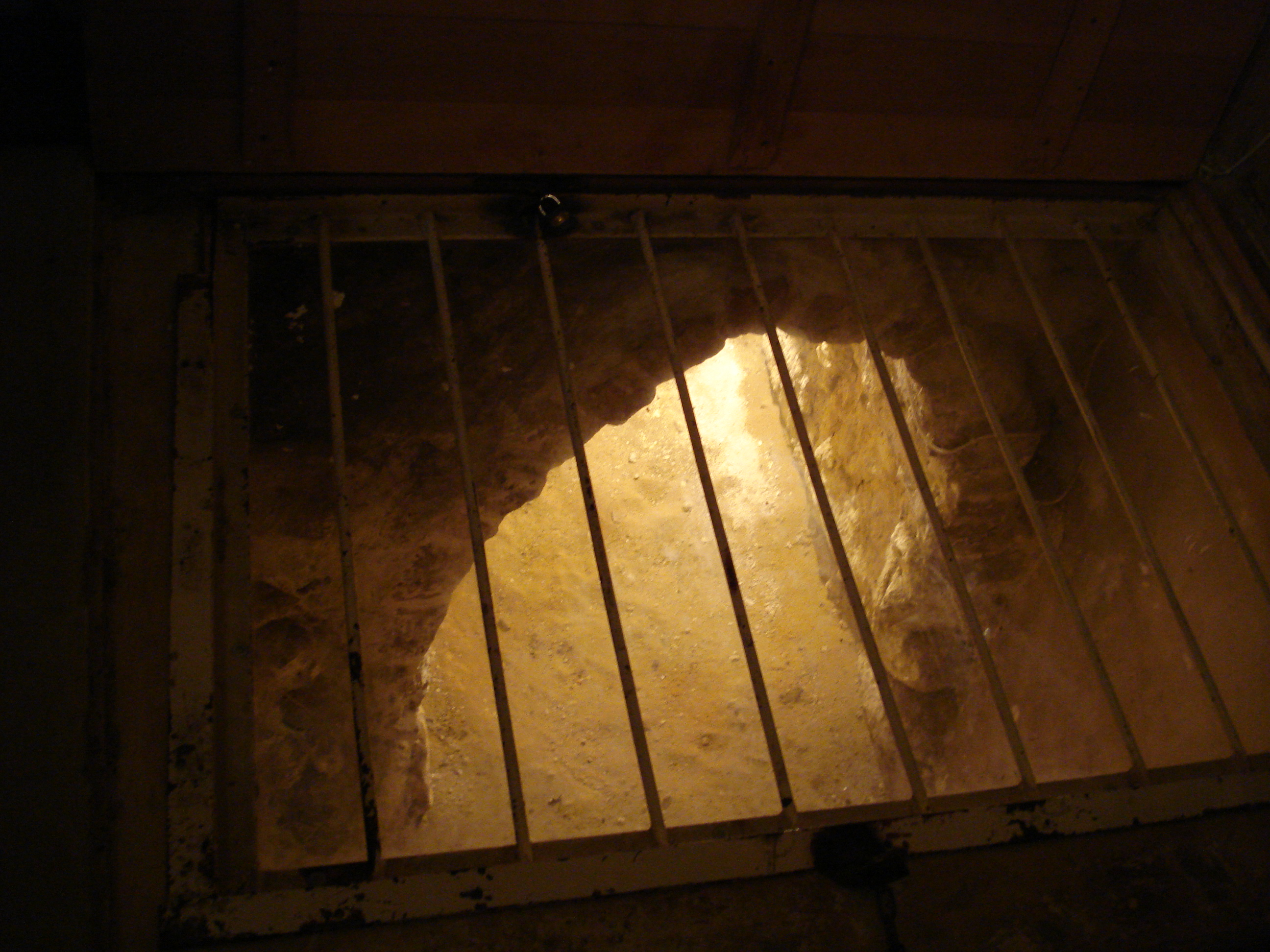
القبو الذي عُثر على رفات يُعتقد أنها للنبيين إليشع ويوحنا المعمدان بدير الأنبا مقار.
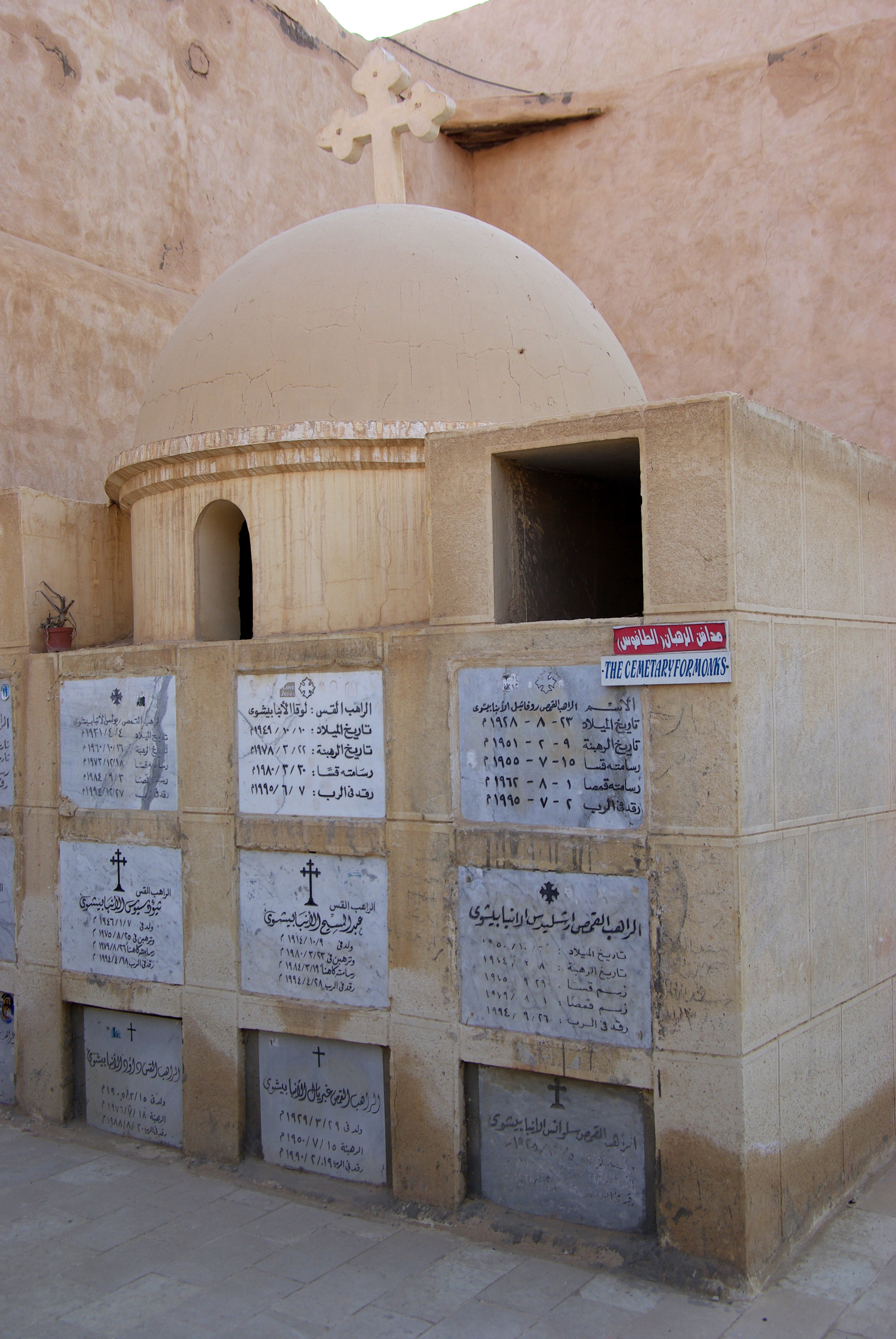
الطافوس (المدفن) الخاص بدفن رهبان دير الأنبا بيشوي.

## وصلات خارجية
- وادي النطرون.. هنا يرقد ميزان القلب. جريدة الشرق الأوسط، بتاريخ 28 يناير 2009.
- السياحة في وادي النطرون. الموقع الرسمي لمحافظة البحيرة.